# Lijst van afleveringen van NYPD Blue
Dit is een lijst met afleveringen van de Amerikaanse televisieserie NYPD Blue. De serie telt 12 seizoenen. Een overzicht van alle afleveringen is hieronder te vinden.

## Seizoen 1
| Nr.  | Titel aflevering       | Uitzenddatum VS   |
| ---- | ---------------------- | ----------------- |
| 1    | Pilot                  | 21 september 1993 |
| 2    | 4B or Not 4B           | 28 september 1993 |
| 3    | Brown Appetit          | 5 oktober 1993    |
| 4    | True Confessions       | 12 oktober 1993   |
| 5    | Emission Accomplished  | 19 oktober 1993   |
| 6    | Personal Foul          | 26 oktober 1993   |
| 7    | NYPD Lou               | 2 november 1993   |
| 8    | Tempest in a C-Cup     | 16 november 1993  |
| 9    | Ice Follies            | 30 november 1993  |
| 10   | Oscar, Meyer, Weiner   | 7 december 1993   |
| 11   | From Hare to Eternity  | 14 december 1993  |
| 12   | Up on the Roof         | 4 januari 1994    |
| 13   | Abandando Abandoned    | 11 januari 1994   |
| 14   | Jumpin' Jack Fleishman | 18 januari 1994   |
| 15   | Steroid Roy            | 8 februari 1994   |
| 16   | A Sudden Fish          | 15 februari 1994  |
| 17   | Black Men Can Jump     | 1 maart 1994      |
| 18   | Zeppo Marks Brothers   | 22 maart 1994     |
| 19   | Serge the Concierge    | 29 maart 1994     |
| 20   | Good Time Charlie      | 3 mei 1994        |
| 21   | Guns 'n Rosaries       | 10 mei 1994       |
| 22   | Rockin' Robin          | 17 mei 1994       |
| 5304 | Heavin' Can't Wait     | onbekend          |

## Seizoen 2
| Nr. | Titel aflevering                | Uitzenddatum VS  |
| --- | ------------------------------- | ---------------- |
| 1   | Trials and Tribulations         | 11 oktober 1994  |
| 2   | From Who the Skell Rolls        | 18 oktober 1994  |
| 3   | Cop Suey                        | 25 oktober 1994  |
| 4   | Dead and Gone                   | 1 november 1994  |
| 5   | Simone Says                     | 15 november 1994 |
| 6   | The Final Adjustment            | 22 november 1994 |
| 7   | Double Abandando                | 29 november 1994 |
| 8   | You Bet Your Life               | 6 december 1994  |
| 9   | Don We Now Our Gay Apparel      | 3 januari 1995   |
| 10  | In the Butt, Bob                | 10 januari 1995  |
| 11  | Vishy-Vashy-Vinny               | 17 januari 1995  |
| 12  | Large Mouth Bass                | 7 februari 1995  |
| 13  | Travels with Andy               | 14 februari 1995 |
| 14  | A Murder with Teeth in It       | 21 februari 1995 |
| 15  | Bombs Away                      | 28 februari 1995 |
| 16  | UnAmerican Graffiti             | 14 maart 1995    |
| 17  | Dirty Socks                     | 21 maart 1995    |
| 18  | Innuendo                        | 4 april 1995     |
| 19  | Boxer Rebellion                 | 2 mei 1995       |
| 20  | The Bookie and the Kooky Cookie | 9 mei 1995       |
| 21  | The Bank Dick                   | 16 mei 1995      |
| 22  | A.D.A. Sipowicz                 | 23 mei 1995      |

## Seizoen 3
| Nr. | Titel aflevering                 | Uitzenddatum VS  |
| --- | -------------------------------- | ---------------- |
| 1   | E.R.                             | 24 oktober 1995  |
| 2   | Torah! Torah! Torah!             | 31 oktober 1995  |
| 3   | One Big Happy Family             | 7 november 1995  |
| 4   | Heavin' Can Wait                 | 14 november 1995 |
| 5   | Dirty Laundry                    | 21 november 1995 |
| 6   | Curt Russell                     | 28 november 1995 |
| 7   | Aging Bull                       | 12 december 1995 |
| 8   | Cold Heaters                     | 19 december 1995 |
| 9   | Sorry, Wong Suspect              | 9 januari 1996   |
| 10  | The Backboard Jungle             | 16 januari 1996  |
| 11  | Burnin' Love                     | 30 januari 1996  |
| 12  | These Old Bones                  | 6 februari 1996  |
| 13  | A Tushful of Dollars             | 13 februari 1996 |
| 14  | The Nutty Confessor              | 20 februari 1996 |
| 15  | Head Case                        | 27 februari 1996 |
| 16  | Girl Talk                        | 19 maart 1996    |
| 17  | Hollie and the Blowfish          | 26 maart 1996    |
| 18  | We Was Robbed                    | 2 april 1996     |
| 19  | Auntie Maimed                    | 30 april 1996    |
| 20  | A Death in the Family            | 7 mei 1996       |
| 21  | Closing Time                     | 14 mei 1996      |
| 22  | He's Not Guilty, He's My Brother | 21 mei 1996      |

## Seizoen 4
| Nr. | Titel aflevering                | Uitzenddatum VS  |
| --- | ------------------------------- | ---------------- |
| 1   | Moby Greg                       | 15 oktober 1996  |
| 2   | Thick Stu                       | 22 oktober 1996  |
| 3   | Yes, We Have NO Cannolis        | 29 oktober 1996  |
| 4   | Where's 'Swaldo                 | 12 november 1996 |
| 5   | Where'd the Van Gogh?           | 19 november 1996 |
| 6   | Yes Sir, That's My Baby         | 26 november 1996 |
| 7   | Ted and Carey's Bogus Adventure | 3 december 1996  |
| 8   | Unembraceable You               | 10 december 1996 |
| 9   | Caulksmanship                   | 17 december 1996 |
| 10  | My Wild Irish Nose              | 7 januari 1997   |
| 11  | Alice Doesn't Fit Here Anymore  | 14 januari 1997  |
| 12  | Upstairs, Downstairs            | 21 januari 1997  |
| 13  | Tom and Geri                    | 28 januari 1997  |
| 14  | A Remington Original            | 11 februari 1997 |
| 15  | Taillight's Last Gleaming       | 18 februari 1997 |
| 16  | What a Dump!                    | 25 februari 1997 |
| 17  | A Wrenching Experience          | 15 april 1997    |
| 18  | I Love Lucy                     | 22 april 1997    |
| 19  | Bad Rap                         | 29 april 1997    |
| 20  | Emission Impossible             | 6 mei 1997       |
| 21  | Is Paris Burning?               | 13 mei 1997      |
| 22  | A Draining Experience           | 20 mei 1997      |

## Seizoen 5
| Nr. | Titel aflevering                  | Uitzenddatum VS   |
| --- | --------------------------------- | ----------------- |
| 1   | As Flies to Careless Boys...      | 30 september 1997 |
| 2   | All's Well That Ends Well         | 7 oktober 1997    |
| 3   | Three Girls and a Baby            | 14 oktober 1997   |
| 4   | The Truth Is Out There            | 28 oktober 1997   |
| 5   | It Takes a Village                | 4 november 1997   |
| 6   | Dead Man Talking                  | 11 november 1997  |
| 7   | Sheedy Dealings                   | 18 november 1997  |
| 8   | Lost Israel: Part 1               | 25 november 1997  |
| 9   | Lost Israel: Part 2               | 9 december 1997   |
| 10  | Remembrance of Humps Past         | 16 december 1997  |
| 11  | You're Under a Rasta              | 6 januari 1998    |
| 12  | A Box of Wendy                    | 13 januari 1998   |
| 13  | Twin Petes                        | 10 februari 1998  |
| 14  | Weaver of Hate                    | 17 februari 1998  |
| 15  | Don't Kill the Messenger          | 24 februari 1998  |
| 16  | The One That Got Away             | 3 maart 1998      |
| 17  | Speak for Yourself, Bruce Clayton | 24 maart 1998     |
| 18  | I Don't Wanna Dye                 | 31 maart 1998     |
| 19  | Prostrate Before the Law          | 28 april 1998     |
| 20  | Hammer Time                       | 5 mei 1998        |
| 21  | Seminal Thinking                  | 12 mei 1998       |
| 22  | Honeymoon at Viagra Falls         | 19 mei 1998       |

## Seizoen 6
| Nr. | Titel aflevering     | Uitzenddatum VS  |
| --- | -------------------- | ---------------- |
| 1   | Top Gum              | 20 oktober 1998  |
| 2   | Cop in a Bottle      | 27 oktober 1998  |
| 3   | Numb & Number        | 10 november 1998 |
| 4   | Brother's Keeper     | 17 november 1998 |
| 5   | Hearts and Souls     | 24 november 1998 |
| 6   | Danny Boy            | 1 december 1998  |
| 7   | Czech Bouncer        | 8 december 1998  |
| 8   | Raging Bulls         | 15 december 1998 |
| 9   | Grime Scene          | 5 januari 1999   |
| 10  | Show & Tell          | 12 januari 1999  |
| 11  | Big Bang Theory      | 9 februari 1999  |
| 12  | What's Up, Chuck?    | 16 februari 1999 |
| 13  | Dead Girl Walking    | 23 februari 1999 |
| 14  | Raphael's Inferno    | 2 maart 1999     |
| 15  | I Have a Dream       | 6 april 1999     |
| 16  | T'aint Misbehavin    | 13 april 1999    |
| 17  | Don't Meth with Me   | 20 april 1999    |
| 18  | Mister Roberts       | 27 april 1999    |
| 19  | Judas Priest         | 4 mei 1999       |
| 20  | I'll Draw You a Mapp | 11 mei 1999      |
| 21  | Voir Dire This       | 18 mei 1999      |
| 22  | Safe Home            | 25 mei 1999      |

## Seizoen 7
| Nr. | Titel aflevering                  | Uitzenddatum VS  |
| --- | --------------------------------- | ---------------- |
| 1   | Loogie Nights                     | 11 januari 2000  |
| 2   | A Hole in Juan                    | 18 januari 2000  |
| 3   | The Man with Two Right Shoes      | 25 januari 2000  |
| 4   | The Naked Are the Dead            | 1 februari 2000  |
| 5   | These Shoots Are Made for Joaquin | 8 februari 2000  |
| 6   | Brothers Under Arms               | 15 februari 2000 |
| 7   | Along Came Jones                  | 22 februari 2000 |
| 8   | Everybody Plays the Mule          | 23 februari 2000 |
| 9   | Jackass                           | 29 februari 2000 |
| 10  | Who Murders Sleep                 | 7 maart 2000     |
| 11  | Little Abner                      | 14 maart 2000    |
| 12  | Welcome to New York               | 21 maart 2000    |
| 13  | The Irvin Files                   | 28 maart 2000    |
| 14  | Sleep Over                        | 4 april 2000     |
| 15  | Stressed for Success              | 11 april 2000    |
| 16  | Goodbye Charlie                   | 18 april 2000    |
| 17  | Roll Out the Barrel               | 25 april 2000    |
| 18  | Lucky Luciano                     | 2 mei 2000       |
| 19  | Tea and Sympathy                  | 9 mei 2000       |
| 20  | This Old Spouse                   | 16 mei 2000      |
| 21  | Bats Off to Larry                 | 23 mei 2000      |
| 22  | The Last Round Up                 | 23 mei 2000      |

## Seizoen 8
| Nr. | Titel aflevering                     | Uitzenddatum VS  |
| --- | ------------------------------------ | ---------------- |
| 1   | Daveless in New York                 | 9 januari 2001   |
| 2   | Waking Up Is Hard to Do              | 16 januari 2001  |
| 3   | Franco, My Dear, I Don't Give a Damn | 23 januari 2001  |
| 4   | Family Ties                          | 30 januari 2001  |
| 5   | Fools Russian                        | 6 februari 2001  |
| 6   | Writing Wrongs                       | 13 februari 2001 |
| 7   | In-Laws, Outlaws                     | 20 februari 2001 |
| 8   | Russellmania                         | 27 februari 2001 |
| 9   | Oh Golly Goth                        | 6 maart 2001     |
| 10  | In the Still of the Night            | 13 maart 2001    |
| 11  | Peeping Tommy                        | 20 maart 2001    |
| 12  | Thumb Enchanted Evening              | 27 maart 2001    |
| 13  | Flight of Fancy                      | 3 april 2001     |
| 14  | Nariz a Nariz                        | 10 april 2001    |
| 15  | Love Hurts                           | 17 april 2001    |
| 16  | Everyone Into the Poole              | 24 april 2001    |
| 17  | Dying to Testify                     | 1 mei 2001       |
| 18  | Lost Time                            | 8 mei 2001       |
| 19  | Under Covers                         | 15 mei 2001      |
| 20  | In the Wind                          | 22 mei 2001      |

## Seizoen 9
| Nr. | Titel aflevering               | Uitzenddatum VS  |
| --- | ------------------------------ | ---------------- |
| 1   | Lies Like a Rug                | 6 november 2001  |
| 2   | Johnny Got His Gold            | 6 november 2001  |
| 3   | Two Clarks in a Bar            | 13 november 2001 |
| 4   | Hit the Road, Clark            | 20 november 2001 |
| 5   | Cops and Robber                | 27 november 2001 |
| 6   | Baby Love                      | 4 december 2001  |
| 7   | Mom's Away                     | 11 december 2001 |
| 8   | Puppy Love                     | 18 december 2001 |
| 9   | Here Comes the Son             | 8 januari 2002   |
| 10  | Jealous Hearts                 | 15 januari 2002  |
| 11  | Humpty Dumped                  | 5 februari 2002  |
| 12  | Oh, Mama!                      | 19 februari 2002 |
| 13  | Safari, So Good                | 26 februari 2002 |
| 14  | Hand Job                       | 5 maart 2002     |
| 15  | Guns & Hoses                   | 12 maart 2002    |
| 16  | A Little Dad'll Do Ya          | 19 maart 2002    |
| 17  | Gypsy Woe's Me                 | 26 maart 2002    |
| 18  | Less Is Morte                  | 16 april 2002    |
| 19  | Low Blow                       | 30 april 2002    |
| 20  | Oedipus Wrecked                | 7 mei 2002       |
| 21  | Dead Meat in New Deli          | 14 mei 2002      |
| 22  | Better Laid Than Never: Part 1 | 21 mei 2002      |
| 23  | Better Laid Than Never: Part 2 | 21 mei 2002      |

## Seizoen 10
| Nr. | Titel aflevering                  | Uitzenddatum VS   |
| --- | --------------------------------- | ----------------- |
| 1   | Ho Down                           | 24 september 2002 |
| 2   | You've Got Mail                   | 1 oktober 2002    |
| 3   | One in the Nuts                   | 8 oktober 2002    |
| 4   | Meat Me in the Park               | 15 oktober 2002   |
| 5   | Death by Cycle                    | 22 oktober 2002   |
| 6   | Maya Con Dios                     | 29 oktober 2002   |
| 7   | Das Boots                         | 12 november 2002  |
| 8   | Below the Belt                    | 19 november 2002  |
| 9   | Half-Ashed                        | 26 november 2002  |
| 10  | Healthy McDowell Movement         | 10 december 2002  |
| 11  | I Kid You Not                     | 7 januari 2003    |
| 12  | Arrested Development              | 14 januari 2003   |
| 13  | Bottoms Up                        | 4 februari 2003   |
| 14  | Laughlin All the Way to the Clink | 11 februari 2003  |
| 15  | Tranny Get Your Gun               | 18 februari 2003  |
| 16  | Nude Awakening                    | 25 februari 2003  |
| 17  | Off the Wall                      | 8 april 2003      |
| 18  | Marine Life                       | 15 april 2003     |
| 19  | Meet the Grandparents             | 29 april 2003     |
| 20  | Maybe Baby                        | 6 mei 2003        |
| 21  | Yo, Adrian                        | 13 mei 2003       |
| 22  | 22 Skidoo                         | 20 mei 2003       |

## Seizoen 11
| Nr. | Titel aflevering             | Uitzenddatum VS   |
| --- | ---------------------------- | ----------------- |
| 1   | Frickin' Fraker              | 23 september 2003 |
| 2   | Your Bus, Ted                | 30 september 2003 |
| 3   | Shear Stupidity              | 7 oktober 2003    |
| 4   | Porn Free                    | 14 oktober 2003   |
| 5   | Keeping Abreast              | 21 oktober 2003   |
| 6   | Andy Appleseed               | 28 oktober 2003   |
| 7   | It's to Die For              | 4 november 2003   |
| 8   | And the Wenner Is...         | 18 november 2003  |
| 9   | Only Schmucks Pay Income Tax | 25 november 2003  |
| 10  | You Da Bomb                  | 10 februari 2004  |
| 11  | Passing the Stone            | 17 februari 2004  |
| 12  | Chatty Chatty Bang Bang      | 2 maart 2004      |
| 13  | Take My Wife, Please         | 9 maart 2004      |
| 14  | Colonel Knowledge            | 16 maart 2004     |
| 15  | Old Yeller                   | 23 maart 2004     |
| 16  | On the Fence                 | 30 maart 2004     |
| 17  | In Goddess We Trussed        | 6 april 2004      |
| 18  | The Brothers Grim            | 13 april 2004     |
| 19  | Peeler? I Hardley Knew Her   | 20 april 2004     |
| 20  | Traylor Trash                | 27 april 2004     |
| 21  | What's Your Poison?          | 4 mei 2004        |
| 22  | Who's Your Daddy?            | 11 mei 2004       |

## Seizoen 12
| Nr. | Titel aflevering                           | Uitzenddatum VS   |
| --- | ------------------------------------------ | ----------------- |
| 1   | Dress for Success                          | 21 september 2004 |
| 2   | Fish Out of Water                          | 28 september 2004 |
| 3   | Great Balls of Ire                         | 12 oktober 2004   |
| 4   | Divorce, Detective Style                   | 12 oktober 2004   |
| 5   | You're Buggin' Me                          | 26 oktober 2004   |
| 6   | The Vision Thing                           | 9 november 2004   |
| 7   | My Dinner with Andy                        | 16 november 2004  |
| 8   | I Like Ike                                 | 23 november 2004  |
| 9   | The 3-H Club                               | 30 november 2004  |
| 10  | The Dead Donald                            | 7 december 2004   |
| 11  | Bale Out                                   | 14 december 2004  |
| 12  | I Love My Wives, But Oh You Kid            | 21 december 2004  |
| 13  | Stoli with a Twist                         | 11 januari 2005   |
| 14  | Stratis Fear                               | 18 januari 2005   |
| 15  | La Bomba                                   | 25 januari 2005   |
| 16  | Old Man Quiver                             | 1 februari 2005   |
| 17  | Sergeant Sipowicz' Lonely Hearts Club Band | 8 februari 2005   |
| 18  | Lenny Scissorhands                         | 15 februari 2005  |
| 19  | Bale to the Chief                          | 22 februari 2005  |
| 20  | Moving Day                                 | 1 maart 2005      |